# Окулиха (деревня)
Окулиха — деревня в Сокольском районе Вологодской области.
Входит в состав Боровецкого сельского поселения, с точки зрения административно-территориального деления — в Боровецкий сельсовет.
Расстояние по автодороге до районного центра Сокола — 7 км, до центра муниципального образования Обросова — 5 км. Ближайшие населённые пункты — Пятино, Родюкино, Есипово.
По переписи 2002 года население — 2 человека.